# Прая-де-Кабрал
Прая де Кабрал (порт. Praia de Cabral) — пляж на північно-західному узбережжі острова Боа-Вішта в Кабо-Верде в безпосередній близькості від міста Сал-Рей. Поруч біля Прая-де-Фатіма знаходиться занедбана каплиця Богоматері Фатімської.